# Leptastrea pruinosa
Leptastrea pruinosa är en korallart som beskrevs av Crossland 1952. Leptastrea pruinosa ingår i släktet Leptastrea och familjen Faviidae. IUCN kategoriserar arten globalt som livskraftig. Inga underarter finns listade i Catalogue of Life.